# Хуррас ад-Дин
Стражи религии (араб. تنظييم حراس الدين‎) — исламистская террористическая группировка, связанная с «Аль-Каидой» и участвующая в гражданской войне в Сирии. Глава этой группировки Абу Хаммам аш-Шами ранее был членом Хайят Тахрир аш-Шам, а ранее — Фронта ан-Нусра, филиала «Аль-Каиды» в Сирии в период с 2013 по 2016 год. Абу Джилибиб Тубаси и Абу Хадиджа аль-Урдуни, члены Шуры (высшего совета) Стражей религии, покинули Фронт ан-Нусра в 2016 году из-за того, что он, как сообщалось, отделился от «Аль-Каиды». Самораспустилась 28 января 2025.

## Организация

### Ключевые фигуры
- Халид аль-Арури, убит 14 июня 2020 года[1][6]
- Абу Хамза аль-Ямани, убит ?.06.2022
- Абу Хаммам аш-Шами[1]
- Сами Аль-Урайди[1]
- Биляль Хусейрат, также известный как Абу Хадиджа Аль-Урдуни, убит 22 декабря 2019 года[1]
- Ияд Ат-Тубаси, также известный как Абу Джальбиб Аль-Урдуни, убит в январе 2019 года[1]
- Абу Абдуль-Карим Аль-Мисри[1]
- Абу Абдур-Рахман Аль-Макки[1]
- Сари Шахаб, также известный как Абу Халад Аль-Мухандис[1], убит 22 августа 2019 года[7]

### Группировки
- Джейш аль-Маляхим[7]
- Джейш ас-Сахиль[7]
- Джейш аль-Бадия[7]
- Катиба аль-Баттар[7]
- Сарая ас-Сахиль[7]
- Сария Кабель[7]
- Джунд аш-Шариа[7]
- Бывшие члены Джунд аль-Акса[7]